# Anisogomphus occipitalis
Anisogomphus occipitalis – gatunek ważki z rodziny gadziogłówkowatych (Gomphidae).